# Ian Blackwood
Ian Blackwood (* 25. Juni 1941) ist ein ehemaliger australischer Hindernis- und Langstreckenläufer.

## Karriere
Bei den British Empire and Commonwealth Games 1962 in Perth wurde er Vierter über 3000 m Hindernis.
Vier Jahre später wurde er bei den British Empire and Commonwealth Games 1966 in Kingston Fünfter über 3000 m Hindernis. Über drei Meilen kam er auf den 16. Platz, und im Marathon erreichte er nicht das Ziel.
1967 wurde er Sechster bei der Marathonmeisterschaft von Victoria.

## Persönliche Bestzeiten
- 10.000 m: 28:58,6 min, 14. Dezember 1965, Melbourne
- Marathon: 2:26:13 h, 12. August 1967, Tooradin
- 3000 m Hindernis: 8:36,2 min, 3. März 1966, Melbourne